# Nikolaus Freiherr von Enzberg
Nikolaus Georg Maria Freiherr von Enzberg (* 19. Februar 1911 in Mühlheim an der Donau; † 14. Mai 1976 in Rottweil) war ein deutscher Jurist und von 1953 bis 1973 Landrat des Landkreises Rottweil.

## Leben
Nach dem Studium der Rechtswissenschaft in Tübingen und Berlin legte von Enzberg 1932 die erste höhere Justizdienstprüfung ab. 1935 folgten seine Promotion und die große juristische Staatsprüfung. Er war 1937–1945 bei der Reichsluftfahrtverwaltung, 1946–1951 im Landratsamt Biberach und 1951–1952 im Innenministerium Württemberg-Hohenzollern tätig. 
Mit Erlass des Innenministeriums Baden-Württemberg wurde er im Juli 1952 als Amtsverweser zum Landratsamt Rottweil abgeordnet. Im März 1953 ernannte ihn das Regierungspräsidium Südwürttemberg-Hohenzollern zum Landrat des Landkreises Rottweil. In diesem Amt wurde er in den Jahren 1956 und 1968 jeweils vom Kreistag bestätigt. Im Zuge der Kreisreform verzichtete von Enzberg aus gesundheitlichen Gründen darauf, sich 1972 als Amtsverweser für den neu gebildeten Landkreis Rottweil zu bewerben. Er wurde am 31. März 1973 in den Ruhestand versetzt.

## Ehrungen
- 1973: Verdienstkreuz 1. Klasse der Bundesrepublik Deutschland